# Wừu
Wừu (1905–1952), còn gọi là Bok Wừu hay Anh hùng Wừu, là một liệt sĩ Việt Nam, Anh hùng Lực lượng vũ trang nhân dân người dân tộc Bana. Cùng với Đinh Núp, ông được xem là một trong những biểu tượng của người dân tộc thiểu số Tây Nguyên tham gia Kháng chiến chống Pháp.

## Thân thế và sự nghiệp
Ông là người dân tộc Bana, sinh năm 1905, tại làng Đeđoa, tòa hành chính Kontum, tỉnh Pleiku Der (nay thuộc xã Đăk Sơ Mei, huyện Đak Đoa, tỉnh Gia Lai).
Là một người thuộc tầng lớp thấp, ông sớm chịu ảnh hưởng từ những người Cộng sản tuyên truyền ở Tây Nguyên về một cuộc Cách mạng chống áp bức của chính quyền thực dân Pháp. Năm 1939, ông đã là một trong những người đầu tiên tham gia phong trào "Đất nước đứng lên" chống bắt phu bắt lính ở địa phương.
Cách mạng Tháng Tám thành công, ông tham gia xây dựng chính quyền mới. Tháng 6 năm 1946, Pháp đánh chiếm Kon Tum, chính quyền Việt Minh do tập trung việc chống Pháp ở khu vực đồng bằng nên ông chủ động, bí mật làm công tác tuyên truyền vận động quần chúng trong 2 năm. Tháng 3 năm 1949, đội tuyên truyền vũ trang về địa phương, ông bắt liên lạc được với đội và tiếp tục hoạt động trong tổ chức.
Trong những năm sau đó, khi người Pháp bắt đầu thiết lập được phần lớn quyền kiểm soát ở Tây Nguyên, ông vẫn tiếp tục vận động nhiều gia đình dân tộc tiếp tế cho đội vũ trang, cũng như tổ chức một số trận phục kích tiêu diệt các toán quân nhỏ của người Pháp. Ông 2 lần bị quân Pháp bắt được nhưng đều trốn thoát và tiếp tục hoạt động.
Tháng 8 năm 1950, ông được kết nạp vào Đảng Lao động Việt Nam và được cử làm Chủ tịch xã, tham gia xây dựng lực lượng dân quân du kích ở địa phương, giữ chức Xã đội trưởng. Tháng 4 năm 1952, ông bị bắt lần thứ 3, bị tra tấn cắt 2 tai, chặt 10 ngón tay, rồi xẻo mũi, tuy nhiên ông vẫn không khai mà còn lập mưu lừa quân Pháp vào các cạm bẫy, gây thương vong cho lính Pháp. Không khai thác được thông tin từ ông, lính Pháp đã khoét đôi mắt, bắn chết rồi vứt xác ông xuống sông.

## Vinh danh
Sau khi ông hy sinh, năm 1953, trong Đại hội Liên hoan Chiến sĩ thi đua Liên khu 5, ông được tuyên dương công trạng toàn liên khu. Đến ngày 7 tháng 5 năm 1956, ông được Quốc hội nước Việt Nam Dân chủ Cộng hòa truy tặng Huân chương Quân công hạng Nhì và danh hiệu Anh hùng Lực lượng vũ trang nhân dân.
Hiện nay có một ngôi trường và một con đường mang tên ông tại thành phố Pleiku. Một đề án Khu tưởng niệm ông được đề xuất xây dựng.